# Бодиско, Фёдор Николаевич
Фёдор Николаевич Бодиско (22 августа (24 сентября) 1802 - 24 октября 1850) — писатель, путешественник. Капитан 1 ранга.
Награждён: Орден Св. Георгия, Орден Св. Станислава, Орден Св. Владимира и Орден Св. Анны 3 ст.

## Биография
Родился в Ревеле в семье Контр-Адмирала Николая Андреевича Бодиско (12(23).09.1756 — 20.10(1.11)1815) и баронессы Каролины Амалии фон Вистингаузен (6.12.1770 — 3.2.1831).
Поступил в Морской корпус в 1816 г., выпущен Гардемарином, зачислен в Балтийский флот, где около 2 лет прослужил на фрегате «Свеаборг». В 1824 г. на шлюпе «Ладога» под командой капитана-лейтенанта Лазарева совершил кругосветное плавание на Камчатку. За это плавание был награждён орденом Св. Анны 3 степени и «пенсионом, получаемого по чину мичмана». 30 декабря 1826 года ему присвоили звание лейтенанта.
В 1827 г. на фрегате «Константин» перешел от Кронштадта до Портсмута, оттуда в эскадре контр-адмирала графа Л. П. Гейдена прибыл в Архипелаг и участвовал в Наваринском сражении, за которое был награждён орденом Св. Владимира 4 степени с бантом, который считался в Российской Империи вторым по значимости после ордена Андрея Первозванного.
Принимал участие в крейсировании в Эгейском и Ионическом морях, в блокаде Дарданелл. За 18 морских кампаний его наградили орденом Св. Георгия 4 степени.
В 1831—1833 гг. на военном транспорте «Америка» под командой капитан-лейтенанта Хромченко совершил кругосветное плавание на Камчатку. «Америка» первым из русских кораблей посетила остров мятежников с «Баунти» ровно четверть века спустя после открытия Мэйхью Фолджера: в феврале 1833 года у берегов Питкэрна бросил якорь российский военный транспорт «Америка». Маршрут «Америки» во многом повторил проверенный маршрут «Елены»: Атлантика — Мыс Доброй Надежды — Индийский Океан — Порт Джексон (Сидней) — Фиджи — архипелаг Гилберта — Маршалловы острова — Петропавловск-Камчатский — и, наконец, столица Русской Америки, селение Ново-Архангельск (ныне Ситка, штат Аляска, США). Идя курсом от Сан-Франциско к мысу Горн, «Америка» подошла к легендарному острову мятежников с «Баунти» 23 (по старому стилю 11) февраля 1833 года. Только по прошествии полутора часов с палубы «Америки» заметили «…едущих с острова жителей на 4-х лодках…».Был ли среди прибывших сам «губернатор», неизвестно. Не исключено также, что гостями русских моряков в тот день оказались и питкэрнские женщины. Так или иначе, островитяне остались на корабле на ночь.
На утро капитан, отправляет на остров шлюпку. В журнале записано: «…Термометр на шканцах +22.5. В 9 часов спустили на воду с боканцев шлюпку и отправили на оный оставшихся жителей с Лейтенантом Бодиско на берег…». Так 31-летний на тот момент лейтенант Российского Флота Федор Николаевич Бодиско стал первым русским, ступившим на землю Питкэрна. По завершении плавания «за усердную и ревностную службу» Бодиско получил орден Св. Станислава 3-й степени и долгожданный чин капитан-лейтенанта.
Командир 74-пушечного корабля «Остроленка» (1840—1847). В 1840—1842, 1844—1846 в составе отрядов и эскадр находился в практических плаваниях в Балтийском море и Финском заливе.
Командир 74-пушечного корабля «Бриен» (1850). Участвовал в экспедиции Балтийского флота в датские воды в 1850. В составе 3-й дивизии вице-адмирала И. П. Епанчина вышел из Кронштадта, в июле прибыл на Зондербургский рейд, в сентябре с эскадрой ушел в Россию. Дослужился до звания капитана 1 ранга.
В 1835—1850 гг. помимо корабля «Бриен» также командовал кораблем «Не тронь меня» и другими.
Кавалер ордена Св. Георгия 4-й ст.
Писатель, его перу принадлежал много рассказов на морские темы, опубликованные в Морском сборнике.

## Семья
Жена: Роза-Анна-Жозефина Молас (10.01.1817 — 24.10.1850) дочь испанского коммерсанта, родившегося в Толедо, переселившегося в С.-Петербург.
Дочери: Александрина-Жозефина-Марианна(1842—1842) и Катарина-Луиза-Мария(1844—1844) умерли в младенчестве.

## Память
В честь Ф. Н. Бодиско названа луда Бодиско (Карское море, Новая Земля, к югу от островов Цивольки; открыта в 1835 г. экспедицией П. К. Пахтусова, название присвоено А. К. Циволько).